# RPG (lenguaje de programación)
El lenguaje de programación RPG fue desarrollado por IBM originalmente para generar informes comerciales o de negocios. Sus siglas en inglés significan Report Program Generator. La primera versión apareció en 1959.
En 1960 RPG es creado para la familia 1400, pero hasta 1964 no es lanzada la versión final para la IBM 360. Ha sido actualizado en diversas ocasiones, dando origen a las diferentes versiones del lenguaje. Una de las últimas actualizaciones que se han realizado hasta la fecha es el RPG/IV en 1995, disponible con los ordenadores IBM de la familia AS/400. Posteriormente, en 2001, y con la aparición de la versión 5 del OS/400, surgió una nueva modificación sobre el lenguaje, soportándose a partir de ese momento la programación en formato libre. Así mismo, se desarrollan las funciones incorporadas que sustituyen a muchos de los antiguos indicadores y códigos de operación. Todas estas incorporaciones permiten que el RPG se convierta en un lenguaje mucho más legible, claro, flexible y moderno.
Entre sus principales características podemos destacar las siguientes:
1. Orientado a la producción de informes.
2. Realiza cálculos fácilmente.
3. Emplea hojas de codificación diferentes para la descripción de ficheros, entrada de datos, salida de resultados, etc.

- Datos: Q840543